# Garzalha
Garzalha es un despoblado que actualmente forma parte de los concejos de Montevite y Ollávarre, que están situados en el municipio de Iruña de Oca, en la provincia de Álava, País Vasco (España).

## Toponimia
A lo largo de los siglos ha sido conocido con los nombres de Garzalha, Gerfalzaha y Gersalzaha.

## Historia
Documentado desde 1025 (Reja de San Millán), hacia 1257 ya se daba por despoblado.